# Zbigniew Cierniak
Zbigniew Cierniak (ur. 3 lipca 1971 w Zbrosławicach) – artysta śpiewak, dyrektor Zespołu Pieśni i Tańca „Śląsk” im. Stanisława Hadyny.

## Życie i kariera zawodowa
Zbigniew Cierniak urodził się w Zbrosławicach, w 1971 roku. Pierwsze szlify artystyczne zdobywał w chórze młodzieżowym „Resonans con tutti”, którego założycielem i długoletnim dyrygentem był profesor Norbert Kroczek. Państwową Szkołę Muzyczną II stopnia ukończył w Zabrzu. Przez krótki czas pracował w Filharmonii Śląskiej. Przełomowym momentem w życiu zawodowym był rok 1990, kiedy to profesor Stanisław Hadyna, po tryumfalnym powrocie do Zespołu „Śląsk”, przeprowadził ogólnopolski nabór do chóru. Spośród kilkuset chętnych, podczas wieloetapowego przesłuchania, wyselekcjonowano kilku młodych artystów, którzy mieli zasilić szeregi osłabionego wówczas chóru Zespołu „Śląsk”. Zbigniew Cierniak znalazł się wśród wyróżnionego grona i w lutym 1992 roku dołączył do Zespołu.
Niemal całe swoje dorosłe życie zawodowe związał ze „Śląskiem”, pełniąc w tej Instytucji wiele funkcji, na różnych szczeblach organizacyjnych. Był członkiem działu artystycznego na stanowiskach: artysta śpiewak z obowiązkiem tańca, w kolejnych latach artysta tancerz-śpiewak, a w ostatnich latach kariery scenicznej solista tancerz-śpiewak. Profesor Stanisław Hadyna dostrzegł i docenił talent organizatorski Zbigniewa Cierniaka, w 1997 roku mianując go na stanowisko inspektora chóru. W historii Zespołu „Śląsk” byłem pierwszym – i jak dotąd jedynym – tak młodym inspektorem w dziale artystycznym.
Zaangażowanie i efektywna praca na tym stanowisku zaowocowały kolejnym awansem. Od 1999 roku pełnił funkcję Organizatora Pracy Artystycznej – także i w tym przypadku, był najmłodszym w historii Zespołu koordynatorem pracy wszystkich działów artystycznych: chóru, baletu i orkiestry. W maju 2008 roku powierzono mu stanowisko Pełnomocnika Dyrektora do spraw marketingu i promocji działalności artystycznej, które piastował do stycznia 2009. Z dniem 15 stycznia 2009 roku, decyzją Zarządu Województwa Śląskiego, objął funkcję Zastępcy Dyrektora Zespołu Pieśni i Tańca „Śląsk” im. Stanisława Hadyny, którą pełnił do 31 maja 2011 roku. Z dniem 1 czerwca 2011 roku, po zakończeniu procedury konkursowej, Zarząd Województwa Śląskiego powołał Zbigniewa Cierniaka na stanowisko Dyrektora Zespołu Pieśni i Tańca „Śląsk”.
Przez kilka ostatnich lat pracy w Zespole „Śląsk” był projektodawcą wielu przedsięwzięć zagranicznych, inicjował i podtrzymywał kontakty m.in. z impresariatami w Stanach Zjednoczonych, Kanadzie i Niemczech. W 2010 roku zainicjował udział Zespołu „Śląsk” w światowych targach artystycznych w Szanghaju oraz w Nowym Jorku, które zaowocowały nawiązaniem znaczących kontaktów. Już jako Zastępca Dyrektora Zespołu „Śląsk” szczególną uwagę zwrócił na możliwość promocji Zespołu oraz rozwoju turystyki kulturalnej w ramach działalności Śląskiej Organizacji Turystycznej. Dzięki zaangażowaniu Zbigniewa Cierniaka zespół jest od 2010 roku członkiem tej organizacji i promuje Województwo Śląskie, uczestnicząc w Międzynarodowych Targach Turystycznych.
Przez cały okres swojej działalności artystycznej wiele uwagi i zaangażowania poświęcił także działalności w Stowarzyszeniu Związku Artystów Scen Polskich. Był aktywnym członkiem Zarządu Oddziału Śląskiego ZASP, członkiem Zarządu Sekcji Tańca. Za swoje zasługi dwukrotnie został wyróżniony dyplomem uznania ZASP – „Za wybitne osiągnięcia w sztuce wokalno-aktorskiej na Scenach Estradowych, za całokształt pracy artystycznej, jak również za działalność na rzecz ZASP” (20 maja 2001 roku) oraz dyplomem uznania ZASP – „Za wybitne osiągnięcia w sztuce wokalno-tanecznej na światowych scenach muzycznych z zespołem Pieśni i Tańca „ŚLĄSK” im. St. Hadyny, za całokształt pracy artystycznej, jak również za działalność na rzecz ZASP” (20 maja 2006 roku).

## Życie prywatne
Żona – Joanna Cierniak – jest solistką chóru Zespołu Pieśni i Tańca „Śląsk”, mają dwóch synów: Piotra (1996) i Adama (2001).

## Przynależność do organizacji
- Od 2011 roku jest członkiem CID UNESCO.
- Od 2012 roku członek Rady Fundacji Rozwoju Kardiochirurgii im. prof. Zbigniewa Religi w Zabrzu (2012).

## Odznaczenia i wyróżnienia
- Krzyż Komandorski Orderu Odrodzenia Polski – 2023[1]
- Odznaka „Zasłużony Działacz Kultury” – 2003[2]
- Dyplom Ministra Kultury z okazji Dnia Artysty Śpiewaka za Upowszechnianie Sztuki Wokalnej – 2004[2]
- Brązowy Krzyż Zasługi – 2007[2][3]
- Nagroda Prezydenta Miasta Zabrze w dziedzinie kultury – 2008[2]
- Srebrna statuetka Absolwenta Roku Politechniki Częstochowskiej – za wybitne osiągnięcia w pracy zawodowej i kreowanie pozytywnego wizerunku Politechniki Częstochowskiej – 2012[4]
- Złota Odznaka za Zasługi dla Województwa Śląskiego – 2012[2]
- Order Świętego Stanisława – 2012[5][2]
- Żeleźniok Karlika – 2012[2]
- Kordelas Leśnika Polskiego – 2012[2]
- ARION – najwyższa nagroda Zarządu Sekcji Teatrów Muzycznych, Opery, Operetki, Baletu i Musicalu Związku Artystów Scen Polskich – 2013[2]
- Złoty Krzyż Zasługi za zasługi w działalności na rzecz rozwoju i upowszechniania kultury – 2013[2][6]
- Brązowy Medal „Zasłużony Kulturze Gloria Artis” – czerwiec 2013 roku[2]
- Nagroda Honorowa – „Osobowość Roku – Marka Śląskie 2013” – wrzesień 2013[2]
- Złoty Medal im. Jana Kilińskiego – czerwiec 2014[2]
- Nagroda Specjalna Izby Rzemieślniczej oraz Małej i Średniej Przedsiębiorczości w Katowicach – kwiecień 2015[2]
- W dowód uznania i wdzięczności – Nagroda z okazji 250-tej Rocznicy Ustanowienia Orderu św. Stanisława – kwiecień 2015[2]
- Nagroda „Przyjaciel Śląskiego Budownictwa” – listopad 2015[2]
- Srebrny Medal za Długoletnią Służbę – czerwiec 2016 roku[2]
- Zajęcie II miejsca w Plebiscycie Czytelników i Internautów „Menadżer Roku 2016 województwa śląskiego” w kategorii: Średnie Przedsiębiorstwo – maj 2017[7][2]
- Wyróżnienie Sekcji Tańca i Baletu ZASP w uznaniu wybitnego wkładu w artystyczny rozwój i propagowanie sztuki polskiego folkloru w kraju i za granicą – maj 2017 roku[2]
- Nagroda Specjalna Złoty „Modulor” – sierpień 2017 roku[2]
- Absolwent 20-lecia Wydziału Zarządzania Politechniki Częstochowskiej – wrzesień 2017 roku[2]
- Pierścień Patrioty – październik 2017 roku[2]
- Twórca Luksusu – listopad 2017 roku[2]
- Platynowy Laur Umiejętności i Kompetencji „Ambasador Spraw Polskich” – styczeń 2018 roku[2]
- Osobowość Roku 2017 w kategorii Kultura – luty 2018 roku[2]
- Nagroda im. Wojciecha Korfantego – kwiecień 2018 roku[2]
- Komandoria św. Floriana klasy I (2018)[2]
- Szabla w dowód uznania szczególnych zasług w służbie dla Ojczyzny z okazji Jubileuszu 65-lecia od Stowarzyszenia Wspierania Bezpieczeństwa Narodowego (2018)[2]
- Człowiek Sukcesu (2019)[2][8]
- Medal Pamiątkowy w dowód uznania za działania podejmowane na rzecz bezpieczeństwa mieszkańców powiatu lublinieckiego (2019)[2]
- Honorowy Obywatel Miasta i Gminy Bardo (2019)[2]
- Srebrny Medal Zasłużony Kulturze „Gloria Artis” (2019)[2]
- Medal Stulecia Odzyskanej Niepodległości – przyznany przez Prezydenta RP za budowanie i wzmacniania suwerenności, niepodległości, kulturowej tożsamości i materialnej pomyślności Rzeczypospolitej. (2019)[2]
- Osobowość Kultury Sukcesu (2020)[2]
- Srebrny Medal "Za Zasługi dla Pożarnictwa " (2021)[2]
- Zasłużony Członek Związku Artystów Scen Polskich (2021)[2]
- Osobowość Roku 2021[2]
- Osobowość Roku 2022[2]
- Medal z okazji 30-lecia powołania Państwowej Straży Pożarnej (2022)[2]
- Najwyższa jakość roku, Ambasador Kultury Polskiej (2022)[2]
- Autorytet Budownictwa i Gospodarki Śląskiej za kreatywność i profesjonalizm w zarządzaniu kierowanym Zespołem Pieśni i Tańca "Śląsk" oraz wysoce efektywną działalność na rzecz rewitalizacji Zespołu Pałacowo-Parkowego w Koszęcinie (2022)[2]
- Członek Akademii Fonograficznej (2023)[2]
- Nagroda Ministra Kultury i Dziedzictwa Narodowego za osiągnięcia artystyczne (2023)[2]
- Medal XXX-lecia Stowarzyszenia "Wspólnota Polska" - w uznaniu za szczególne zasługi dla promocji polskiej kultury oraz pracy na rzecz Polonii i Polaków za granicą (2023)[9]
- Statuetka Międzynarodowy Sukces Roku (2023)[2]
- Krzyż Komandorski Orderu Odrodzenia Polski (2023)[2]
- Dyplom Marszałka Województwa Śląskiego. Wyróżnienie Główne dla Pana Zbigniewa Cierniaka Dyrektora Zespołu Pieśni i Tańca "Śląsk" za Zasługi dla Rozwoju Turystyki w roku 2023.[10]
- Nagroda specjalna od Ogólnopolskiego Konkursu "Modernizacja Roku & Budowa XXI w." dla Zbigniewa Cierniaka Dyrektora Zespołu Pieśni i Tańca "Śląsk" im. Stanisława Hadyny z okazji wieloletniej doskonałej współpracy, która jest fundamentalna dla polskiej kultury budując nasze dziedzictwo narodowe.[10]
- Skrzydła św. Rafała Archanioła - kategoria "Osobowość" (2024)[11]
- „Wybitna Osobowość, Autorytet i Wizjoner Roku 2024” (2024)[11]
- Nagroda Specjalna Polskiego Stowarzyszenia Nordic Walking  Podziękowanie za wspólną pracę na rzecz upowszechniania prawidłowej techniki Nordic Walking w polskim społeczeństwie w roku 2024[11]
- Przewodniczący Komitetu KULTURY Ślaskiej Federacji Przedsiębiorców Polskich (2024)[11]